# اعتقالات بتهم الفساد في السعودية (2017)

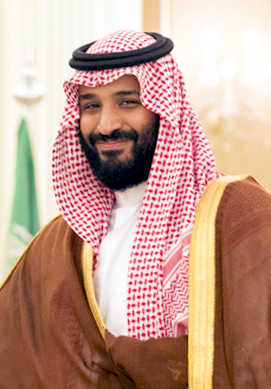
رئيس لجنة مكافحة الفساد الأمير محمد بن سلمان بن عبدالعزيز آل سعود المكلفة بالملاحقات القانونية للمسؤولين المتورطين في قضايا فساد

قامت حكومة المملكة العربية السعودية في 4 نوفمبر 2017 بحملة ملاحقات قانونية لعدد من كبار مسؤولي الدولة السعودية والعائلة الحاكمة وشخصيات اقتصادية شهيرة بتهم الفساد. أتت هذه الحملة فور إصدار خادم الحرمين الشريفين الملك سلمان بن عبد العزيز آل سعود أمراً ملكياً بتشكيل لجنة عليا لمكافحة الفساد في الدولة برئاسة ولي العهد السعودي الأمير محمد بن سلمان آل سعود وعضوية عدداً من الجهات المعنية بمكافحة الفساد وعلى أن تتصل اللجنة مباشرةً بالملك. تحفظت الحكومة السعودية على أموال المتهمين، ووضعت طائراتهم الخاصة تحت الحراسة لمنع هروبهم كما تم تشديد المراقبة على المطارات لمنع هروب أي شخص لا يزال تحت التحقيق. أوقف المتهمون وتم إيداعهم في فندق ريتز كارلتون بالعاصمة السعودية الرياض، الذي تم إخلاء جميع النزلاء منه وإيقاف خدمات الحجز وقطع جميع خطوط الإتصال الهاتفي به.
وصفت صحيفة ذي إيكونوميست حملة الاعتقالات بأنها تسببت في العزل التام لذرية الملك السعودي السابق عبد الله بن عبد العزيز آل سعود من الساحة السياسية وبإتمامها أصبح الملك سلمان بن عبد العزيز آل سعود وابنه ولي العهد السعودي الأمير محمد بن سلمان يسيطرون سيطرة تامة على الأذرع الأمنية الثلاثة للدولة السعودية.
وفي يناير 2019 وافق خادم الحرمين الشريفين الملك سلمان بن عبد العزيز على طلب ولي العهد إنهاء أعمال اللجنة المشكلة بعد استكمال دراسة كافة ملفات المتهمين ومواجهتهم بما نسب إليهم، وتضمن التقرير المقدم من اللجنة للملك استدعاء 381 شخصاً، وإجراء التسوية مع 87 منهم وإحالة 56 إلى النيابة العامة لاستكمال إجراءات التحقيق إضافةً إلى 8 أشخاص لم يقبلوا بالتسوية وأُحيلوا إلى النيابة العامة. وأعلنت السعودية استعادة 400 مليار ريال لخزينتها تتمثل في عدة أصول.

## خلفية
قامت السلطات السعودية بتاريخ 10 سبتمبر 2017 باعتقال ما لا يقل عن 73 شخصاً  على الأقل من معظمهم من رجال الدين، والمفكرين، والأكاديميين، والكتّاب، والقضاة والنشطاء الاجتماعيين. وصل عدد المعتقلين لاحقاً إلى نحو 76 شخصاً.
بنفس اليوم، 4 نوفمبر، الذي أنشات به لجنة مكافحة الفساد، أعلنت السلطات السعودية سلسلة من الاعتقالات التي طالت شخصيات بارزة في الدولة السعودية. ودفعت سرعة ونوعية الاعتقالات بالصحفيين والمهتمين إلى التشكيك بالنوايا، وظهرت تكهنات كثيرة بهذا الخصوص. فيربط بعض المحللين بين هذه السلسلة من الاعتقالات واعتقالات العلماء والدعاة في السعودية في الشهرين السابقين لنوفمبر 2017 التي ظهرت بسياق هجوم محمد بن سلمان على ما أسماه الصحوات التي ربطها بالتطرف. بينما يربط آخرون بين الاعتقالات والصعود المرتقب لمحمد بن سلمان إلى العرش، وإن كانت هذه كلها لا تزيد عن تكهنات بغياب بيانات رسمية أو أحداثٍ يمكن أن تؤكد ذلك.

## الموقوفون
لم تصدر السلطات السعودية قوائم تحتوي على أسماء الموقوفين والموقوفات والجاري التحقيق معهم، وشدد النائب العام السعودي على أن السلطات لن تقوم بذكر أي اسم حتى ثبوت الأدلة على المتهم مراعاةً للحقوق الشخصية للمتهمين. من جهة أخرى، ذكرت تقارير وأنباء صحفية أنهُ تم إيقاف التالية أسماؤهم على الأقل:

### من الأمراء
- الأمير متعب بن عبد الله بن عبد العزيز آل سعود وزير الحرس الوطني بتهم اختلاسات وصفقات وهمية وترسية عقود على شركات تابعة له، إضافة إلى صفقات سلاح في وزارته.[24]
- الأمير الوليد بن طلال بن عبد العزيز آل سعود رئيس مجلس إدارة المملكة القابضة بقضايا غسيل للأموال.[24]
- الأمير تركي بن عبد الله بن عبد العزيز آل سعود أمير منطقة الرياض السابق بتهم فساد.[24]
- الأمير تركي بن ناصر بن عبد العزيز آل سعود،[25] رئيس هيئة الأرصاد الجوية والبيئة بتهمة توقيع صفقات سلاح غير نظامية وصفقات في مصلحة الأرصاد والبيئة.[24]
- الأمير فهد بن عبد الله بن محمد بن عبد الرحمن آل سعود،[25] نائب وزير الدفاع السابق.[24]

### من السياسيين ورجال الأعمال والوزراء
شملت الملاحقات أيضاً عدداً من رجال الأعمال السعوديين:
- عادل فقيه وزير الاقتصاد والتخطيط بتهم الفساد وقبول الرشاوي وسيول جدة
- إبراهيم العساف وزير المالية السابق بتهم الفساد وقبول الرشاوي في عدة مواضيع من ضمنها توسعة الحرم الشريف.
- الفريق البحري الركن عبد الله السلطان قائد القوات البحرية الملكية السعودية
- بكر بن لادن رئيس مجموعة بن لادن السعودية بعدة تهم تتعلق بالفساد بمشاريع عديدة وتقديم الرشوة لعدد من المسؤولين في توسعة الحرم.
- خالد التويجري رئيس الديوان الملكي السعودي السابق في عهد الملك عبدالله بتهم الفساد وأخذ الرشاوي.
- محمد الطبيشي رئيس المراسم الملكية السابق بعدة تهم تتعلق بالفساد وسوء استغلال السلطة
- عمرو الدباغ محافظ الهيئة العامة للاستثمار السعودي بعدة تتهم تتعلق بالفساد والتلاعب في أوراق المدن الاقتصادية.
- الوليد الإبراهيم رئيس مجموعة إم بي سي التلفزيونية بعدة تهم تتعلق بالفساد.
- خالد الملحم المدير العام للخطوط الجوية السعودية بتهم الفساد والاختلاس.
- سعود بن ماجد الدويش رئيس مجلس إدارة شركة الاتصالات السعودية بتهم الفساد وترسية عقود على شركاته الخاصة واختلاس أموال الشركة.
- صالح كامل، وإبنيه رجل أعمال بتهم الفساد وتقديم الرشاوى
- محمد العمودي، رجل أعمال بعدة تهم تتعلق بالفساد وتقديم الرشاوي والاحتيال.
- ناصر بن عقيل الطيار رجل أعمال وعضو مجلس إدارة شركة مجموعة الطيار للسفر القابضة[27][28]
- محمد المحيسني، رجل أعمال وإمام جامع عائشة الراجحي

كما اعتقلت اللجنة كذلك عشرات الوزراء السابقين قيل أنَّ عددهم بلغ 30 وَزير كما أنَّ اللجنة قامت بإعادة فتح ملف سيول جدة وملف التحقيق في قضية وباء كورونا 2012م.

## التحقيق
تولّت النيابة العامة مسؤولية التحقيقات القضائية في الجرائم الموجهة للمقبوض عليهم. وقامت النيابة بعد طلبها من مؤسسة النقد السعودية بالتحفظ على الحسابات البنكية الشخصية للمتهمين لحين الانتهاء من إجراءات التحقيق معهم، في ظل تأكيد السلطات أن عمليات التحفظ لن تطال الشركات والمصالح التجارية التي يملكها المتهمين في محاولة من الحكومة لحماية الأسواق المالية السعودية.
وصرّح النائب العام السعودي في 9 نوفمبر 2017 أن التحقيقات مع 208 متهم تسري بشكل سريع وأن النتائج الأولية للتحقيقات أظهرت تعاملات مخالفة للقانون بمبالغ تعدت 370 مليار ريال على مدى عشرات السنوات. وفي نفس الوقت، فقد تم الإفراج عن سبعة معتقلين دون توجيه التهم لهم لعدم ثبوت أدلة على تورطهم بقضايا فساد مالية.

### تهمة غسيل الأموال
في يوم الجمعة 10 نوفمبر 2017، نشرت الصحيفة الفرنسية الاستقصائية «ميديا بارت» (بالفرنسية: Media Part) تقريرًا قال فيه الكاتب جان بيار بيران أنه حصل على معلوماتٍ تفيد بأن ولي العهد السعودي محمد بن سلمان يأمل من حملة الاعتقال أن يستعيد ما قيمته 100 مليار دولار، وهي أموال حصلت عليها شخصيات نافذة أطلق عليها اسم «جماعة عبد الله»، في إشارة إلى الملك السعودي الراحل عبد الله بن عبد العزيز. وقيل أن تلك الأموال حصلت عليها الشخصيات المذكورة قبل وفاة الملك سالف الذِكر، وغُسل قسم كبير منها في شركتي سعودي أوجيه - التي أعلنت إفلاسها في شهر يوليو 2017 - ومجموعة بن لادن - التي تتخبط في أزمات مالية بعد حادثة انهيار الرافعة في الحرم المكي في موسم الحج سنة 2015.

## ردود الأفعال
عبرت منظمات حقوقية عن مخاوفها من أن تكون الحملة مجرد غطاء للتخلص من الخصوم تمهيداً لتسليم ولي العهد السعودي محمد بن سلمان مقاليد الحكم في البلاد.
فعبرت المنظمة الفدرالية الدولية للحقوق والتنمية (إفرد) في روما، والمنظمة السويسرية لحماية حقوق الإنسان عن قلقها من أن تكون الحملة بداية لتصعيد أكبر لقمع المخالفين لتوجهات النظام، وغطاء للتخلص من الشخصيات التي قد تعوق إستحواذ ولي العهد السعودي محمد بن سلمان على السلطة.
وعلّق الكاتب جمال خاشقجي على الاعتقالات قائلا: «إيمانا بمذهب الواقعية والتدرج فما حصل البارحة عظيم جدا»، لكنه أشار إلى أن المحاسبة الانتقائية عدالة ناقصة، كما قال إن ما حصل يدخل في تصنيف تغيير قواعد اللعب. بينما أبدى المعارض السعودي ورئيس منظمة «القسط» لحقوق الإنسان يحيى عسيري تحفظه على القرارات، وقال لموقع الجزيرة إن على السلطات السعودية إذا كانت جادة في مكافحة الفساد، أن تشرك المجتمع في محاربته عبر برلمان منتخب. واعتبرت الكاتبة مضاوي الرشيد أن ما حصل في الواقع «تصفية لأمراء قد ينافسون م ب س [محمدبن سلمان]، وإيقاف بعض الوزراء تغطية وتمويها»، حيث أشارت إلى أن أسهل طريقة  للتخلص من الأمراء المنافسين «سجنهم في قضايا فساد». وشبهت الرشيد وضع المملكة بوضع الاتحاد السوفييتي لحظة وفاة ستالين، «مؤامرات وتصفيات داخل الحلقة المغلقة».

## إغلاق الملف
وقد وافق الملك سلمان في يناير 2019 على طلب ولي العهد إنهاء أعمال اللجنة المشكلة بعد أن أتمت المهام الموكلة إليها، وتضمن التقرير المقدم من اللجنة للملك استدعاء 381 شخصاً، بعضهم للإدلاء بشهاداتهم، وجرى استكمال دراسة كافة ملفات المتهمين ومواجهتهم بما نسب إليهم، وتمت معالجة وضعهم تحت إشراف النيابة العامة، وتم إخلاء سبيل من لم تثبت عليهم تهمة الفساد، وإجراء التسوية مع 87 شخصاً بعد إقرارهم بما نسب إليهم وقبولهم للتسوية، وتم إحالة 56 شخصاً إلى النيابة العامة لاستكمال إجراءات التحقيق معهم وفقاً للنظام حيث رفض النائب العام التسوية معهم لوجود قضايا جنائية أخرى عليهم، وبلغ عدد من لم يقبل التسوية وتهمة الفساد ثابتة بحقه 8 أشخاص وأُحيلوا إلى النيابة العامة. ونتج عن أعمال اللجنة استعادة أموال للخزينة العامة للدولة تجاوزت في مجموعها (400) مليار ريال متمثلة في عدة أصول من عقارات وشركات وأوراق مالية ونقد وغير ذلك.